# Guardians of Middle-earth
Guardians of Middle-earth – gra komputerowa z gatunku MOBA wyprodukowana przez Monolith Productions i wydana przez Warner Bros. Interactive Entertainment. Jej światowa premiera odbyła się 4 grudnia 2012 roku na konsolach PlayStation 3 i Xbox 360.

## Rozgrywka
Guardians of Middle-earth należy do gatunku MOBA, gdzie każda z dwóch pięcioosobowych drużyn ma za zadanie zniszczyć bazę wrogów. W grze dostępne są trzy mapy, dwie mniejsze posiadają tylko jeden tunel, natomiast większa posiada trzy tunele. Na mapach rozsiane są wieże, które strzelają do wrogów oraz ogniska, które mogą wzmocnić sojuszników. W trakcie rozgrywki każdy z graczy steruje jednym z kilkudziesięciu dostępnych strażników. Zabijając wrogie stwory, innych strażników i niszcząc wieże, postacie graczy zdobywają doświadczenie. Po zdobyciu wymaganej liczby doświadczenia strażnik awansuje na kolejny poziom doświadczenia. Awans wiąże się z podniesieniem statystyk bohatera oraz zdobyciem punktu umiejętności, który można przeznaczyć na ulepszenie czarów i zdolności. Po zakończeniu meczu podsumowywane są osiągnięcia każdego z graczy i zdobywają oni pieniądze, za które mogą zakupić relikty i gemy do nich. Wszyscy strażnicy są bohaterami powieści fantasy Władca Pierścieni.

## Odbiór gry
Guardians of Middle-earth zostało dobrze przyjęte, uzyskując średnie ocen 75.42% i 70.59% na GameRankings i 76/100 oraz 71/100 na Metacritic. Recenzenci zachwalali dostosowanie mechaniki gry do gamepada (gry z gatunku MOBA pojawiają się zazwyczaj na komputerach osobistych i są dostosowane do klawiatury i myszy), dynamikę i intensywność rozgrywki, nikły wpływ mikropłatności na rozgrywkę, zróżnicowanie bohaterów oraz odwzorowanie klimatów Władcy Pierścieni, natomiast krytykowali niedopracowanie techniczne (m.in. lagi oraz rozłączenia z serwerami w trakcie rozgrywki), brak możliwości kupowania przedmiotów podczas meczu, słabą sztuczną inteligencję, brzydką oprawę graficzną oraz brak balansu między postaciami.